# Эд-Дибдиба
Эд-Ди́бдиба (араб. الدبدبة‎) — обширная область галечниковых равнин (плато) на Аравийском полуострове, на северо-востоке Саудовской Аравии. Простирается от города Эль-Кайсума. Расположена между границей Саудовской Аравии с Кувейтом и Ираком и северо-восточными склонами плато Эс-Сумман (Эс-Сульб). Характерна для Эль-Хасы. Плато на западе простирается до долины Эль-Батин, которая пересекает полуостров с юга на северо-восток до Персидского залива, на востоке — до депрессии Эш-Шакк, по которой проходит саудовско-кувейтская граница. Самым важным городом на плато является Хафар-эль-Батин. Имеет площадь около 30000 квадратных километров и ровную поверхность. Встречается известняк.
По-арабски «дибдиба» (دبدبة‎) означает звук, который производит лошадь, ударяя копытом по камню. Ровная, пыльная, серая пустынная равнина Эд-Дибдиба удобна для автомобильной езды и представляет собой хорошую естественную посадочную площадку для самолетов.
Верхние галечники Эд-Дибдиба по сравнению с нижележащими плохо окатаны, включают гальку вулканических пород излияний районов Северной Аравии и Сирийской пустыни, которые произошли в основном в плиоцене. Плейстоценовая свита Эд-Дибдиба представлена речными плохо сортированными, обычно косослоистыми мелкими галечниками и песками, переслаивающимися с тонкими прослоями глины. Неактивный конус выноса к северо-востоку от Хафар-эль-Батина охватывает часть территории Кувейта и юго-запад Ирака. Представляет собой крупнейший конус выноса в южной и центральной части Аравийского полуострова. Галька с равнины Эд-Дибдиба была перенесёна в Кувейт.